# Førstefjell
Førstefjell är ett berg i Antarktis. Det ligger i Östantarktis. Norge gör anspråk på området. Toppen på Førstefjell är 1 280 meter över havet.
Terrängen runt Førstefjell är platt norrut, men söderut är den kuperad.  Trakten är obefolkad. Det finns inga samhällen i närheten.